# Vela Učka
 Vela Učka  (olaszul: Montemaggiore d'Istria) falu Horvátországban, a Tengermellék-Hegyvidék megyében. Közigazgatásilag Abbáziához tartozik.

## Fekvése
Fiume központjától 20 km-re nyugatra, községközpontjától 10 km-re délnyugatra a Tengermelléken, az Isztria-félsziget északkeleti részén az Učka-hegységben fekszik.

## Története
A római uralom előtt területe a libur nép hazája volt, majd a rómaiak után a keleti gótok és a bizánciak uralma következett. A szlávok a 7. században érkeztek ide, azután a frankok uralma következett. A 12. században  területe az aquileai pátriárka fennhatósága alá került. A 14. században került a Habsburgok kezére, akik egészen 1918-ig uralmuk alatt tartották. A településnek 1869-ben 132, 1910-ben 137 lakosa volt.  Az I. világháború után az Olasz Királyság szerezte meg ezt a területet, majd az olaszok háborúból kilépése után 1943-ban német megszállás alá került. 1945 után a területet Jugoszláviához csatolták, majd ennek széthullása után a független Horvátország része lett. A településnek 2011-ben 39, a hozzá tartozó Mala Učkának mindössze egy lakosa volt.

## Lakosság
| Lakosság változása | Lakosság változása | Lakosság változása | Lakosság változása | Lakosság változása | Lakosság változása | Lakosság változása | Lakosság változása | Lakosság változása | Lakosság változása | Lakosság változása | Lakosság változása | Lakosság változása | Lakosság változása | Lakosság változása | Lakosság változása |
| ------------------ | ------------------ | ------------------ | ------------------ | ------------------ | ------------------ | ------------------ | ------------------ | ------------------ | ------------------ | ------------------ | ------------------ | ------------------ | ------------------ | ------------------ | ------------------ |
| 1857               | 1869               | 1880               | 1890               | 1900               | 1910               | 1921               | 1931               | 1948               | 1953               | 1961               | 1971               | 1981               | 1991               | 2001               | 2011               |
| 0                  | 132                | 108                | 109                | 117                | 137                | 208                | 163                | 106                | 98                 | 106                | 62                 | 46                 | 35                 | 30                 | 39                 |

## Nevezetességei
Határában található az 5062 méter hosszú Učka-alagút, az A8-as autópálya alagútja.
A Molinarska Draga - Podmaj régészeti övezet magában foglalja a Mala peć, Ovčja peć, Sklepova peć és Svinjska peć, Rupe I. és Rupe II. lelőhelyeket, az őskori Babin Grob dombot és Maji-Podmaji területét. Ez utóbbi terület magában foglalja az ószláv szakrális eredetű, rituális célokra használt magaslatokat, Podmaj falujában pedig egykori pásztortelepek maradványai találhatók. Alapvetően az összes felsorolt lelőhelyet megvizsgálták, és koruk a paleolit korszaktól a késő ókorig nyúlnak vissza.